# Empire durrani
1747–1826
Entités précédentes :
- Afsharides
- Empire marathe

Entités suivantes :
- Émirat d'Afghanistan
- Empire marathe
- Empire sikh

L’Empire durrani (en pachto : د درانیانو واکمني), également connu sous le nom d’Empire afghan, était une dynastie pachtoune, succédant à la dynastie Ghilzai des Hotaki, régnant entre 1747 et 1826 sur l'Afghanistan, le nord-est de l'Iran, le Cachemire, le Pakistan, le nord-ouest de l'Inde, et des franges du Tadjikistan, Ouzbékistan et Turkménistan modernes. 

## Histoire

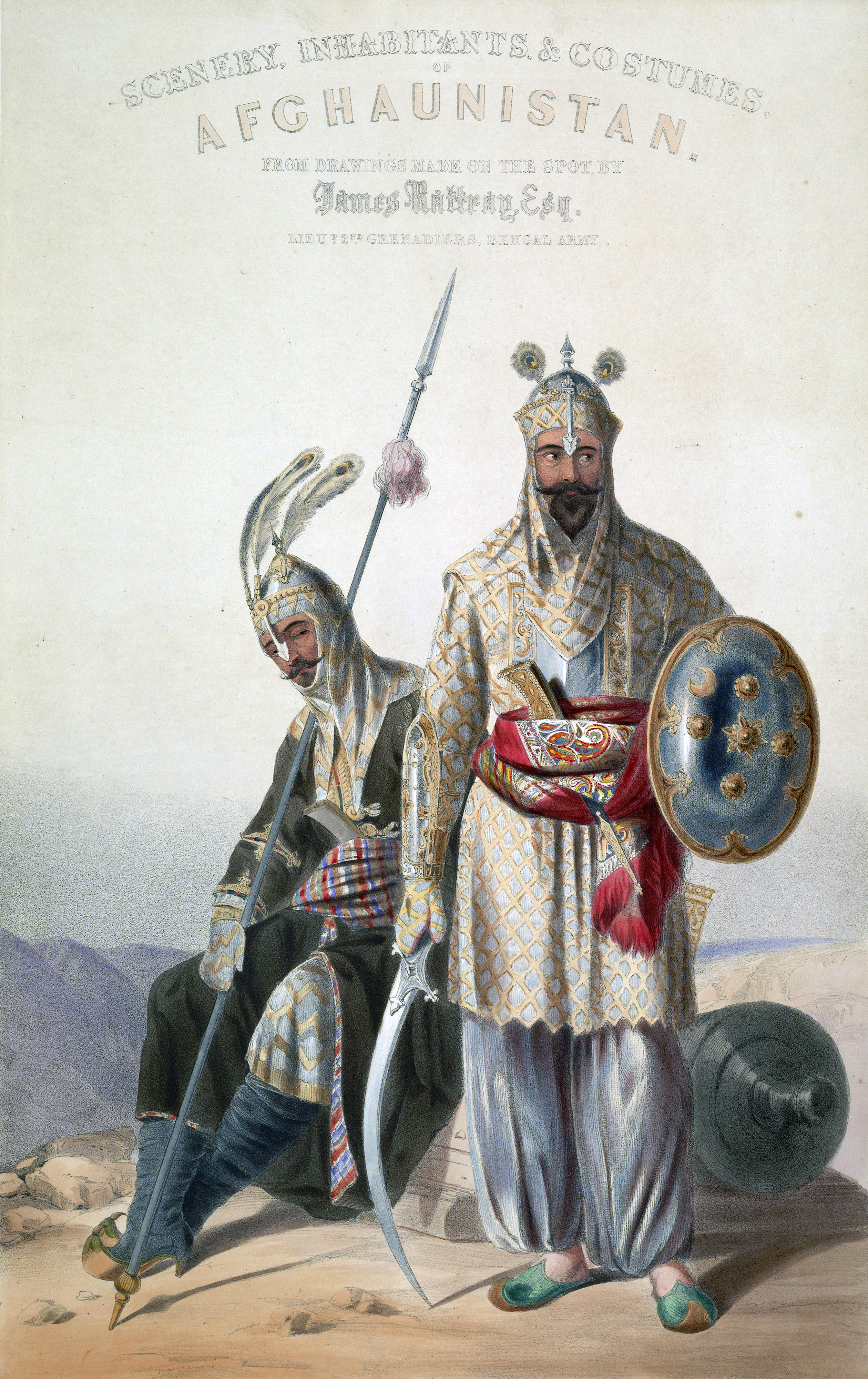
Lithographie de 1847 représentant des soldats afghans de l'empire durrani.

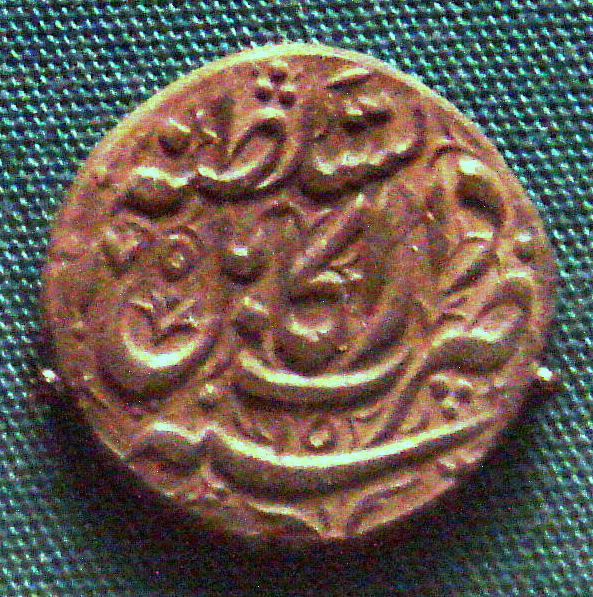
Pièce de monnaie sous l'Empire Durrani.

Il est proclamé à Kandahar en 1747 par Ahmad Shâh Durrani, un commandant de l'armée afghane. 
Avec le soutien de chefs tribaux, Ahmad Shah étendit sa souveraineté jusqu'au Cachemire à la mer d'Arabie. À son maximum, l’empire a régné sur les pays modernes de l’Afghanistan et du Pakistan, ainsi que sur des parties du nord-est et du sud-est de l’Iran, de l’est du Turkménistan et du nord-ouest de l’Inde. L'Empire Durrani était le plus grand empire musulman par sa superficie dans la seconde moitié du XVIIIe siècle après l'Empire ottoman. Il est par ailleurs considéré comme l'État fondateur de l'Afghanistan moderne, Ahmad Shah Durrani étant souvent décrit comme le « père de l'Afghanistan ». 
Après sa mort en 1773, ses fils puis ses petits-fils lui succèderont au pouvoir. Kandahar était initialement la première capitale de l'État afghan, avant qu'en 1775-76 elle ne soit déplacée à Kaboul (capitale d'été) et à Peshawar (capitale d'hiver). La dynastie deviendra l’héritière de l’Afghanistan pendant des générations, jusqu’à ce que Dost Mohammad Khan en prenne le contrôle en 1823. L’Empire durrani sera dissous en 1826, laissant sa place à l'émirat d'Afghanistan et aux empires sikh et marathe.

## Liste des Empereurs
- 1747-1772 : Ahmad Shah Durrani fondateur de la dynastie
- 1772-1793 : Timour Shah Durrani, fils du précédent
- 1793-1801 : Zaman Shah, fils du précédent
- 1801-1803 : Mahmud Shah Durrani, fils de Timour
- 1803-1809 : Shah Shuja, fils de Timour, repris le pouvoir temporairement entre 1839 et 1842
- 1809-1818 : Mahmud Shah Durrani, deuxième règne
- 1819-1819 : Ali Shah Durrani, fils de Timour
- 1819-1823 : Ayub Shah Durrani, fils de Timour
- à partir de 1823 : Transformation de l'empire en émirat sous la dynastie Barakzai